# Услыбаш
Услыбаш (баш. Уҫылыбаш) — село в Стерлитамакском районе Республики Башкортостан Российской Федерации. Входит в состав Услинского сельсовета.

## География

### Географическое положение
Расстояние до:
- районного центра (Стерлитамак): 34 км,
- центра сельсовета (Верхние Услы): 7 км,
- ближайшей ж/д станции (Стерлитамак): 34 км.

## История
В 1992—2008 гг. село входило в состав Чуртановского сельсовета.

## Население
| 2002 | 2009 | 2010 |
| ---- | ---- | ---- |
| 370  | ↗413 | ↘348 |